# Guijo de Santa Bárbara (kommunhuvudort)
Guijo de Santa Bárbara är en kommunhuvudort i Spanien.   Den ligger i provinsen Provincia de Cáceres och regionen Extremadura, i den centrala delen av landet, 170 km väster om huvudstaden Madrid. Guijo de Santa Bárbara ligger 875 meter över havet och antalet invånare är 429.
Terrängen runt Guijo de Santa Bárbara är bergig norrut, men söderut är den kuperad. Terrängen runt Guijo de Santa Bárbara sluttar söderut. Runt Guijo de Santa Bárbara är det ganska glesbefolkat, med 23 invånare per kvadratkilometer. Närmaste större samhälle är Talayuela, 18,9 km söder om Guijo de Santa Bárbara. 